# Campeonato da Áustria de Ciclocross
Os campeonatos da Áustria de ciclocross são competições de ciclocross organizadas anualmente com o fim de discernir os títulos de campeão da Áustria de ciclocross.
Os primeiros campeonatos foram disputados em 1997. Peter Presslauer [de] detém o recorde de vitórias nos homens com 11 títulos. Uma competição feminina está organizada desde 2001. Isabella Wieser [en] impôs-se em cinco edições.

## Palmarés masculino

### Elites
| Ano  | Ouro                    | Prata                   | Bronze                  |
| ---- | ----------------------- | ----------------------- | ----------------------- |
| 1962 | Josef Coser             | Heiner Hofmann          | Hans Praschberger       |
| 1965 | Heiner Hofmann          | Roman Hummenberger      | Walter Carbonare        |
| 1969 | Ludwig Kretz [de]       | Hermann Hollwert        | Peter Mayer             |
| 1971 | Karl Sinzinger          | Ludwig Kretz            | Rudolf Kretz            |
| 1974 | Walter Obersberger      | Franz Wiesinger         | Stadlmayer              |
| 1975 | Walter Obersberger      | Helmut Roltner          | Ed Hauser               |
| 1976 | Walter Obersberger      |                         | Reinhardt Waltensberger |
| 1978 | Walter Obersberger      | Reinhardt Waltensberger | Christian Glaner        |
| 1979 | Reinhardt Waltensberger | Christian Glaner        | Hermann Mandler         |
| 1980 | Reinhardt Waltensberger | Peter Höllbacher        | Hermann Mandler         |
| 1981 | Reinhardt Waltensberger | Hermann Mandler         | Peter Höllbacher        |
| 1982 | Reinhardt Waltensberger | Hermann Mandler         | Wolfgang Winter         |
| 1983 | Reinhardt Waltensberger | Hermann Mandler         | Christian Glaner        |
| 1984 | Hermann Mandler         | Reinhard Waltensberger  | Erich Jagsch [en]       |
| 1985 | Hermann Mandler         | Reinhardt Waltensberger | Albert Hainz [en]       |
| 1986 | Reinhardt Waltensberger | Albert Hainz            | Robert Hutter           |
| 1987 | Albert Hainz            | Christian Deinhammer    | Robert Hutter           |
| 1988 | Albert Hainz            | Gerhard Zauner          | Christian Deinhammer    |
| 1989 | Albert Hainz            | Martin Aichholzer       | Gerhard Zauner          |
| 1990 | Hermann Mandler         | Gerhard Zauner          | Martin Aichholzer       |
| 1991 | Gerhard Zauner          | Martin Aichholzer       | Gerhard Streit          |
| 1992 | Dietmar Stari           | Gerhard Streit          | Gerhard Zauner          |
| 1993 | Dietmar Stari           | Gerhard Streit          | Matthias Buxhofer       |
| 1994 | Dietmar Stari           |                         |                         |
| 1995 | Dietmar Stari           | Matthias Buxhofer       | Thomas Mühlbacher       |
| 1996 | Dietmar Stari           | Matthias Buxhofer       | Thomas Mühlbacher       |
| 1997 | Thomas Mühlbacher       | Dietmar Stari           | Matthias Buxhofer       |
| 1998 | Dietmar Stari           | Martin Kraler           | Christian Mittmasser    |
| 1999 | Johannes Müller         | Dietmar Stari           | Peter Presslauer        |
| 2000 | Gerrit Glomser          | Dietmar Stari           | Erwin Hammerschmid      |
| 2001 | Peter Presslauer        | Harald Starzengruber    | Stefan Nesenson         |
| 2002 | Peter Presslauer        | Stefan Nesenson         | Jochen Summer [de]      |
| 2003 | Peter Presslauer        | Gerrit Glomser          | Jochen Summer           |
| 2004 | Peter Presslauer        | Harald Starzengruber    | Martin Haemmerle        |
| 2005 | Peter Presslauer        | Gerald Hauer            | Martin Haemmerle        |
| 2006 | Peter Presslauer        | Harald Starzengruber    | Gerrit Glomser          |
| 2007 | Peter Presslauer        | Roland Moerx            | Gerald Hauer            |
| 2008 | Peter Presslauer        | Hannes Merzler [de]     | Gerrit Glomser          |
| 2009 | Peter Presslauer        | Hannes Metzler          | Harald Starzengruber    |
| 2010 | Peter Presslauer        | Roland Moerx            | Thomas Mair             |
| 2011 | Peter Presslauer        | Alexander Gehbauer      | Roland Moerx            |
| 2012 | Daniel Geismayr         | Alexander Gehbauer      | Karl Heinz Gollinger    |
| 2013 | Daniel Geismayr         | Uwe Hochenwarter        | Johann Fuchs            |
| 2014 | Daniel Geismayr         | Uwe Hochenwarter        | Daniel Federspiel       |
| 2015 | Alexander Gehbauer      | Daniel Geismayr         | Karl Heinz Gollinger    |
| 2016 | Alexander Gehbauer      | Thomas Mair             | Karl Heinz Gollinger    |
| 2017 | Gregor Raggl            | Daniel Federspiel       | Félix Ritzinger         |
| 2018 | Gregor Raggl            | Daniel Federspiel       | Félix Ritzinger         |
| 2019 | Gregor Raggl            | Félix Ritzinger         | Andreas Hofer           |
| 2020 | Daniel Federspiel       | Philipp Heigl           | Fabian Costa            |

### Menos de 23 anos
- 2000 : Peter Presslauer
- 2001 : Harald Starzengruber
- 2002 : Daniel Hufnagel
- 2003 : Harald Starzengruber

- 2005 : Martin Hämmerle
- 2006 : Maximilian Renko
- 2007 : Daniel Federspiel

- 2015 : Christoph Mick

### Juniores
- 1997 : Roland Wilfing
- 1998 : Harald Starzengruber

- 2000 : Daniel Hufnagel
- 2001 : Martin Hämmerle
- 2002 : Klaus Leeb
- 2003 : Andreas Kreil
- 2005 : Robert Gehbauer [de]
- 2006 : Jürgen Holzinger

- 2009 : Lukas Pöstlberger
- 2010 : Gregor Raggl
- 2011 : Lukas Zeller
- 2012 :  Florian Gruber [de]
- 2013 : Florian Gruber
- 2014 : Moritz Zoister
- 2015 : Daniel Schemmel
- 2016 : Tobias Peterstorfer
- 2017 : Tobias Bayer

- 2019 : Stefan Kovar
- 2020 : Lukas Hatz

## Palmarés feminino
| Ano  | Ouro              | Prata                | Bronze            |
| ---- | ----------------- | -------------------- | ----------------- |
| 2001 | Isabella Wieser   |                      |                   |
| 2002 | Petra Schörkmayer | Isabella Wieser [en] | Bärbel Jungmeier  |
| 2003 | Isabella Wieser   | Petra Schörkmayer    | Petra Pilz        |
| 2004 | Isabella Wieser   | Brigitte Krebs       | Karin Wieser      |
| 2005 | Isabella Wieser   | Karin Wieser         | Brigitte Krebs    |
| 2006 | Isabella Wieser   | Stephanie Wiedner    | Karin Wieser      |
| 2007 | Stephanie Wiedner | Monica Schach [en]   | Elke Riedl        |
| 2008 | Elke Riedl        | Stephanie Wiedner    | Ruth Hagen        |
| 2009 | Elke Riedl        | Stephanie Wiedner    | Ruth Hagen        |
| 2010 | Elke Riedl        | Silke Schrattenecker | Petra Zehetner    |
| 2011 | Elke Riedl        | Silke Schrattenecker | Stephanie Wiedner |
| 2012 | Jacqueline Hahn   | Nadja Heigl          | Viktoria Zeller   |
| 2013 | Nadja Heigl       | Lisa Mitterbauer     | Viktoria Zeller   |
| 2014 | Nadja Heigl       | Silke Schrattenecker | Viktoria Zeller   |
| 2015 | Nadja Heigl       | Silke Schrattenecker | Viktoria Zeller   |
| 2016 | Nadja Heigl       | Barbara Pock         | Silvia Atzmüller  |
| 2017 | Nadja Heigl       | Lisa Pasteiner       | Silke Mair        |
| 2018 | Nadja Heigl       | Silke Mair           | Lisa Pasteiner    |
| 2019 | Nadja Heigl       | Lisa Pasteiner       | Cornelia Holland  |
| 2020 | Lisa Pasteiner    | Nadja Heigl          | Cornelia Holland  |